# Arezzo
Pour les articles homonymes, voir Arezzo (homonymie).
Arezzo est une ville italienne d'environ 100 000 habitants, chef-lieu de la province d'Arezzo, dans la région Toscane.

## Géographie
La commune d'Arezzo est située à la confluence de trois des quatre vallées qui composent sa province : 
- Au nord de la ville, le Casentino, la vallée parcourue par le premier cours de l'Arno,
- Au nord-ouest, le Valdarno supérieur, le cours de l'Arno allant d'Arezzo vers Florence,
- Au sud, le Val di Chiana, une plaine asséchée de ses marécages initiaux, traversé par le grand canal de la Chiana,
- À l'est, la Valtiberina, premier cours du Tibre par le val du Torrino et la vallée du Cerfone.

Le territoire de la commune est vaste et varié : des plaines du Val de Chiana et sur l'Arno, des collines au sud de la ville, des zones montagneuses situées à l'est.
Les communes limitrophes sont nombreuses : Civitella in Val di Chiana et Castiglion Fiorentino, du côté du Val de Chiana, Laterina et Castiglion Fibocchi du côté Valdarno supérieur, Capolona du côté Casentino, Anghiari et Monterchi et la province de Pérouse, en Ombrie du côté du Valtiberina.
À vol d'oiseau, la ville est située à 62 km au sud-est de Florence, capitale de la Toscane, ainsi qu'à 72 km au sud-ouest de Saint-Marin, 135 km à l'ouest d'Ancône, 55 km au nord-ouest de Pérouse et 45 km au nord-est de Sienne.

## Histoire

### La ville étrusque
Arezzo, fondée vers le Ve siècle av. J.-C., est une des principales cités étrusques. Bien qu'aucun texte antique n'en conserve une liste, elle faisait probablement partie de la Ligue étrusque. Elle apparaît à l’époque pré-étrusque dans une zone habitée depuis la préhistoire, comme le montre la découverte d’instruments en pierre et ce que l’on appelle l’Homme de l'Olmo, qui remonte au Paléolithique et fut découvert en 1863 dans le hameau d'Olmo pendant les travaux de creusement d'un petit tunnel de la voie ferrée Rome-Florence.
Située à la jonction des vallées de Valdarno, de Val di Chiana et de Casentino, la zone est en effet un passage naturel pour qui veut traverser les Apennins. On trouve des traces d'installations permanentes de l'époque pré-étrusque dans une zone peu éloignée de l'aire urbaine actuelle, le col de San Cornelio, où on a retrouvé des vestiges d'une enceinte de maçonnerie dont la datation est difficile puisqu’elle a été recouverte de murailles romaines importantes. L'habitat étrusque est apparu à son tour au col de San Donato, occupé par la ville actuelle. On sait que l'Arezzo étrusque, dont le nom continue à faire l'objet de conjectures (en latin Arretium) mais est lié de façon certaine à la déesse Aritimi, existait déjà au IXe siècle av. J.-C.
Arezzo fut ensuite une des principales villes étrusques. C’est à cette époque que remontent des œuvres d'art d’une valeur exceptionnelle, comme la Chimère, conservée au musée archéologique national de Florence (salle des grands bronzes), et dont l'image caractérise la ville au point d'en être presque devenue un second symbole. Il faut en outre signaler la vaste nécropole de Poggio del Sole, créée au VIe siècle av. J.-C. et utilisée jusqu'à l'époque romaine.
Plus tard, devant la montée en puissance de Rome, la ville, avec ses sœurs étrusques, a essayé d’en endiguer l'expansion, mais les armées réunies d'Arezzo, de Volterra et de Pérouse ont été vaincues à Roselle, près de Grosseto en 295 av. J.-C. Arezzo est donc conquise au IIIe siècle av. J.-C. par les Romains qui latinisent son nom étrusque en Arretium et en font un municipium.

### Rempart de Rome
Pendant l'époque romaine, particulièrement pendant la République romaine, Arezzo devient un symbole très important de l'expansionnisme romain vers le nord et un bastion défensif du futur empire, grâce à sa position stratégique qui faisait de lui une étape obligatoire pour quiconque voulait atteindre Rome, toujours plus puissante. Arezzo se trouve donc obligé de se défendre contre les Sénons, peuple Gaulois, qui marchaient contre Rome. Une puissante armée vient à sa rescousse, conduite par le consul Lucius Metellus, qui arrête l'avance des Gaulois malgré la mort de son chef sur le champ de bataille. De cet épisode, il reste une trace dans un toponyme, Campoluci, qui indique la portion de terrain près de l'Arno où le consul combattit et mourut. Après cette bataille, Arezzo devient siège d'une garnison romaine permanente.
La ville reste cependant toujours jalouse de son autonomie, au point de chercher plusieurs fois à reprendre son indépendance en profitant des guerres civiles de la République romaine. Elle se range d'abord aux côtés de Caius Marius et par la suite de Pompée. Sylla et Jules César se vengent en faisant d’elle une colonie pour leurs vétérans, ce qui provoque un considérable brassage de population qui efface d'Arezzo - comme de toute l'Étrurie - les traces restantes de l’ancienne culture.
Au début de l’époque impériale, la ville, active et industrieuse, devient riche et prospère comme au temps des guerres puniques, lorsqu’elle avait été la principale fournisseuse d'armes pour l'expédition de Scipion l'Africain en Afrique. S’édifient alors des nombreux établissements publics, comme le théâtre, les thermes et un amphithéâtre de grandes dimensions qui a subsisté jusqu'à nos jours. La vie culturelle connait une grande impulsion grâce à la féconde activité de Mécène, premier des Arétins, illustre dans le monde des arts et des lettres et dont le nom reste toujours lié à la promotion de la culture. Arezzo devient un centre très actif de production d’objets en métal, et surtout de céramique sigillée à la belle couleur corail, d'où son nom de corallini. Elle est plus connue sous le nom de « céramique arétine » ou « céramique arrétine »,,. Mais avec la découverte de nombreux autres ateliers hors d'Italie produisant le même type de sigillée, la typologie recommandée est maintenant de citer cette céramique comme « de type italien » ou « de type arétin ».

### Premier millénaire ap. J.-C.
Malgré l'écroulement de l'empire et les invasions barbares, le prestige séculaire et la position favorable d’Arezzo sur la Via Cassia lui conservent une forte importance, même pendant les siècles sombres du haut Moyen Âge. Terre de frontière entre les territoires dominés par les Goths et l'exarchat byzantin de Ravenne, la ville est témoin d'âpres heurts entre ces deux factions et un des premiers centres occupés par les Lombards. Goths et Lombards influencent beaucoup la composition ethnique et la langue des Arétins. Les Lombards construisent des châteaux et des pieves, jetant ainsi les bases de l'Arezzo médiéval. Les Francs de Charlemagne privilégient les rapports avec ce qui détenait sur place le pouvoir le plus élevé, l'évêché, la diffusion du Christianisme ayant fait de la ville un siège épiscopal. Arezzo fait partie en effet du petit nombre de villes dont on connaît tous les évêques qui se sont succédé jusqu'à nos jours. Après l’an mille, son évêque commence, le premier en Italie, à se donner le titre de « Comte ». À cette période, remontent le Vieux Dôme (Duomo Vecchio), disparu du Col du Pionta, aux travaux duquel participa Maginardo, la cathédrale San Donato et la pieve de Sainte-Marie de l’Assomption.
Sous la protection de l'évêque, se développe également dans la campagne arétine un grand nombre d'abbayes qui contribuent à reconstruire un système d'échanges et un minimum d'ambiance culturelle. Durant cette période, Arezzo voit la naissance d'un autre de ses illustres fils : Guido d'Arezzo, moine bénédictin de l'abbaye de Pomposa et plus tard à Rome, qui élabore une nouvelle méthode de notation musicale et un tétragramme musical.

### Deuxième millénaire ap. J.-C.
Constituée en commune libre de Toscane en 1098, Arezzo poursuit son développement durant les siècles suivants. Des tours et un premier mur d'enceinte apparaissent. La puissance de la ville augmente encore au XIVe siècle sous la seigneurie des Tarlati et nécessite la construction d'un deuxième mur d'enceinte. La ville passe toutefois sous la domination de Florence en 1384 et commence un lent déclin. Au XVIe siècle, sous Cosme Ier de Médicis, Arezzo subit des transformations, avec notamment la construction de la citadelle et d'un troisième mur d'enceinte, travaux dirigés par Giuliano da Sangallo et Antonio da Sangallo le Jeune.
Sous l'Empire, Arezzo est le chef-lieu d'un arrondissement français du département de l'Arno, créé le 30 mai 1808 dans le cadre de la nouvelle organisation administrative mise en place par  Napoléon Ier en Italie, et supprimé le 30 mai 1814 après la chute de l'Empire.

## Personnalités nées à Arezzo
- Caius Cilnius Mæcenas, ou Mécène, homme politique romain (Arezzo, vers 69 av. J.-C. - Empire Romain, 8 av. J.-C.)
- Guido d'Arezzo, en français Gui d'Arezzo, ou Gui d'Arétin, moine bénédictin à l'origine des noms de notes de musique (Arezzo, 990  - 1033)
- Margarito ou Margaritone Aretino, peintre arétin du XIIIe siècle, (Arezzo, ~1220 - 1290)
- Geri d'Arezzo, savant et juriste (vers 1270 - avant 1339)
- Francesco Petrarca, érudit, poète et humaniste (Arezzo 1304 - Arquà Petrarca 1374)
- Spinello Aretino, né Spinello di Luca Spinelli, peintre  (Arezzo ~1350 - 1410)
- Leonardo Bruni, chancelier florentin, humaniste et historien (Arezzo, 1374 - Florence, 1444)
- Benedetto Accolti, jurisconsulte et historien (Arezzo, 1415 - 1466)
- Francesco Accolti, premier jurisconsulte de son siècle (Arezzo, 1418 - 1483)
- Andrea Sansovino sculpteur (Arezzo, 1460 - 1529)
- Bernardo Accolti, poète et improvisateur (Arezzo, 1465 - 1536)
- Bernardo Dovizi da Bibbiena, cardinal littérateur (Arezzo, 1470 - 1520)
- Pietro Aretino ou Pierre l'Arétin, écrivain et dramaturge (Arezzo, 1492 - Venise, 1556)
- Giovanni'Antonio Lappoli, peintre (Arezzo, 1492 - Arezzo, 1552)
- Giorgio Vasari, peintre, architecte et écrivain (Arezzo, 1511 - Florence, 1574)
- Andrea Cesalpino ou Caesalpinus, philosophe, médecin, naturaliste et botaniste (Arezzo, 1519 - Rome, 1603)
- Francesco Redi, médecin, biologiste et poète (Arezzo, 1626 - Pise, 1697)
- Pietro Antonio Cesti, moine franciscain et compositeur d'opéras, maître de chapelle de l'empereur d'Autriche, (Arezzo, 1623 - Florence, 1669)
- Antonio Francesco Vezzosi biographe et érudit (1708–1783)
- Cesare Burali-Forti, mathématicien à l'origine du  Paradoxe de Burali-Forti (Arezzo, 1861 - Turin, 1931)
- Pierre Merli, homme politique français (Arezzo, 1920 - Antibes, 2002)
- Fulvio Caldini, Compositeur, (1959-)
- Vittorio Grigolo, chanteur lyrique, né à Arezzo en 1977
- Maria Elena Boschi, ministre italienne et élue du parti centriste Italia Viva (1981-)
- Cole Sprouse et Dylan Sprouse, jumeaux et acteurs américains (nés le 4 août 1992 à la Clinica Tanganeli de parents américains)

### Autres personnalités liées à Arezzo
- Piero della Francesca, peintre (vers 1412 - 1492)
- Pierre de Cortone (en italien, Pietro da Cortona), peintre (Cortona, 1596 - Rome, 1669)
- Mario Bonelli (1904-2011)[11],doyen des maitres d'escrime en Europe et fondateur d'un cercle d'escrime

## Monuments
- L'amphithéâtre romain
- La cathédrale San Donato ou Duomo di Arezzo
- La forteresse médicéenne. Lors de sa construction en 1553, a été découverte dans ses fondations, la Chimère d'Arezzo
- L'église Santa Maria della Pieve
- L'église San Domenico
- La basilique San Francesco
- L'église San Michele
- L'église Sant'Agostino
- La maison de Vasari
- La maison-tour toscane des Lappoli
- La maison de Pétrarque
- Le Musée archéologique national d'Arezzo, consacré à l'art étrusque.
- Le Palazzo Comunale
- Le Palazzo della Fraternita dei Laici
- Le Palazzo delle logge (palais des loges), construit dès 1573 sur un projet de Vasari et terminé en 1595 sous la direction d'Alfonso Parigi.
- Le Palazzo Pretorio, (palais prétorien), témoignage de l'architecture médiévale datant du XIVe siècle, le palais abrite une bibliothèque qui conserve une collection d'ouvrages anciens.
- La Piazza Grande, centre de la ville dès le XIIIe siècle, caractérisée par son plan incliné de 10 m, elle est bordée par l'abside de l'église Santa Maria della Pieve, la fontaine créée au XVIe siècle, le palais du tribunal, le palais de la fraternité laïque et les loges de Vasari. Sur la place, se tient deux fois par année la Giostra del Saracino, compétition de chevalerie entre quartiers.
- Le Teatro Petrarca
- Le pont Buriano[12], datant du XIIIe siècle, composé de sept arches ; la structure portante des arches ainsi que l'habillage des parois étant en pierre calcaire.

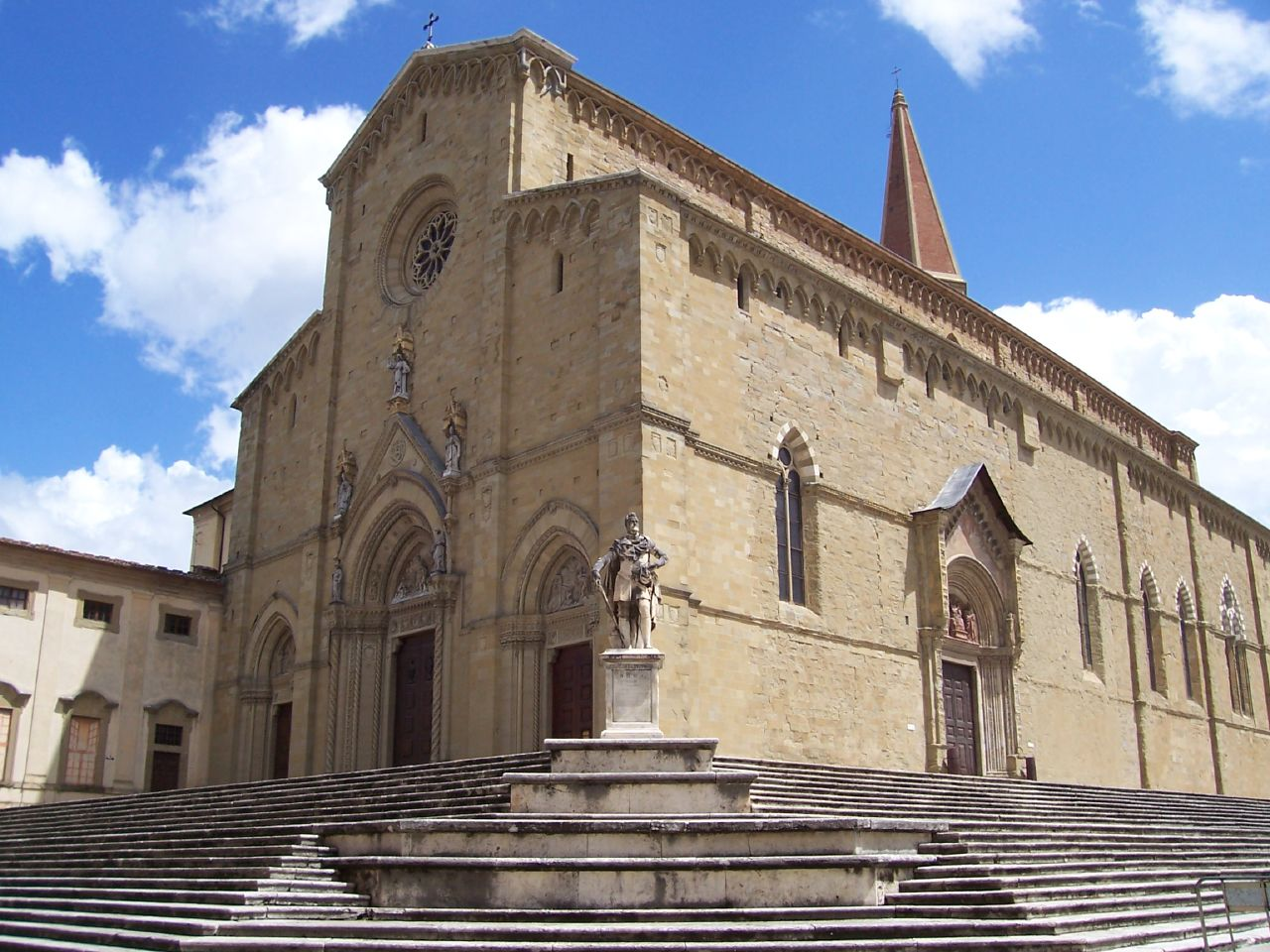
La cathédrale San Donato (Arezzo).
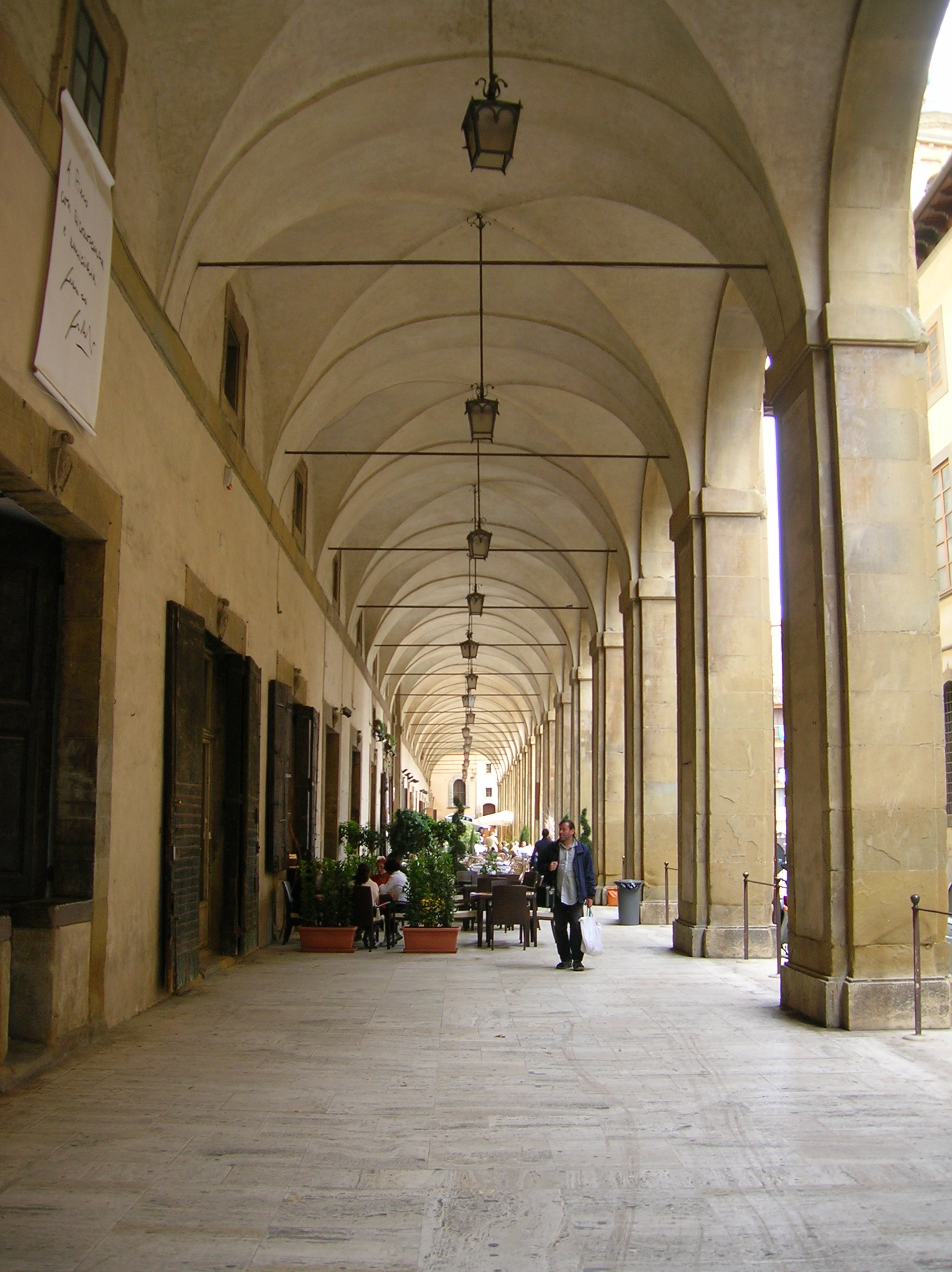
Vue transversale de la loggia di Vasari.
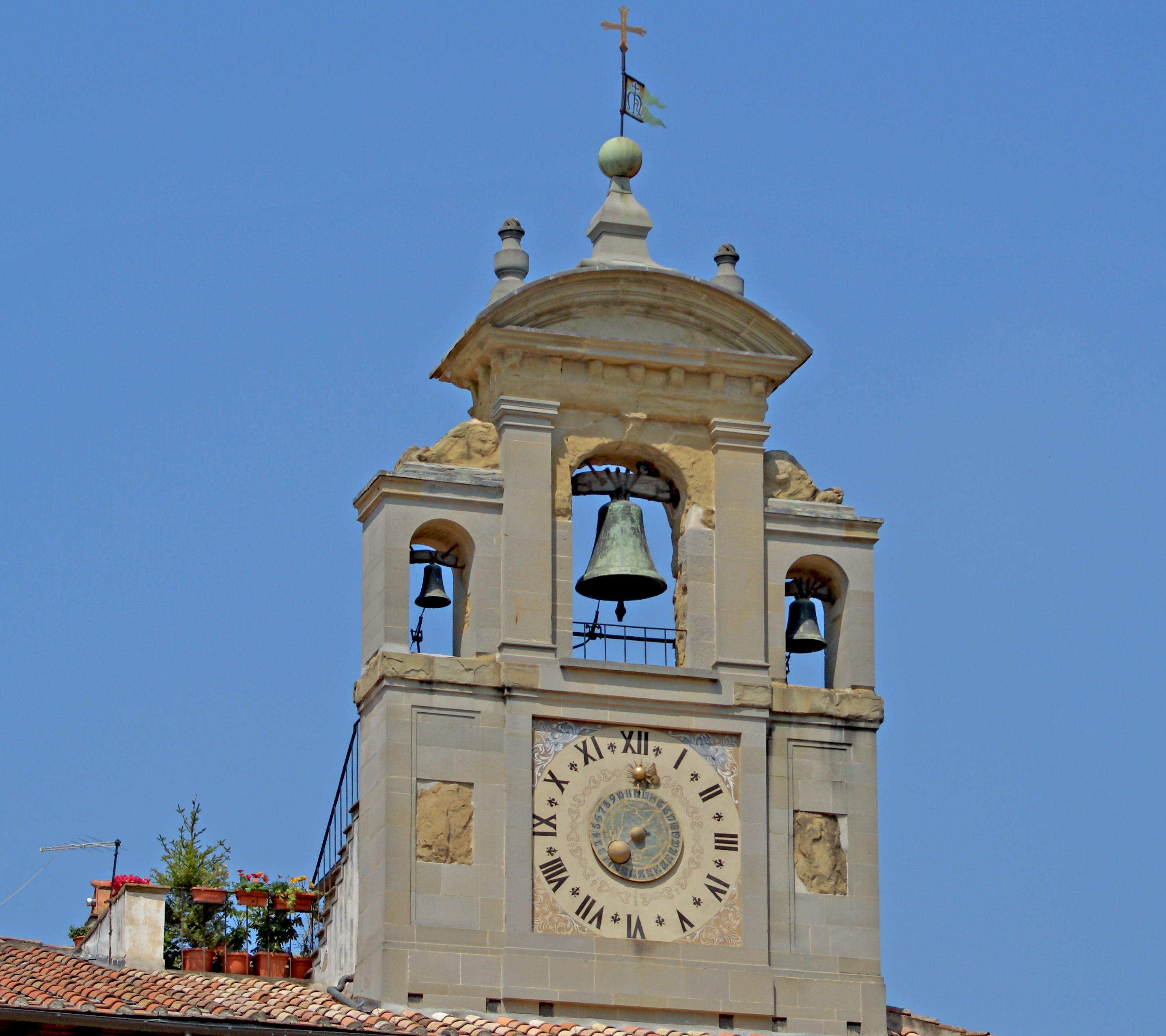
Le clocher-mur du Palazzo della Fraternita dei Laici[13].
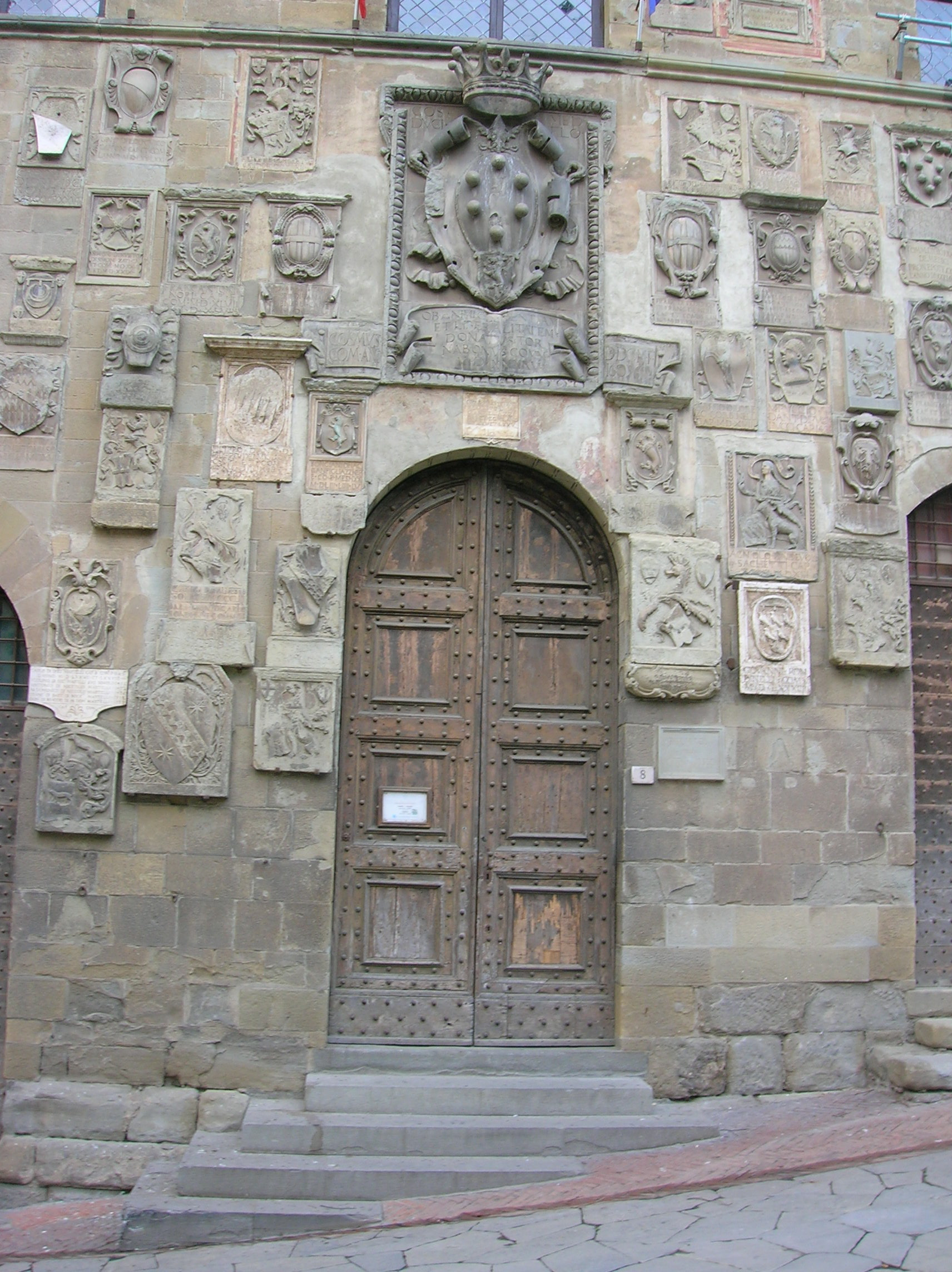
Détail de la façade d'une maison médiévale, le palais prétorien.
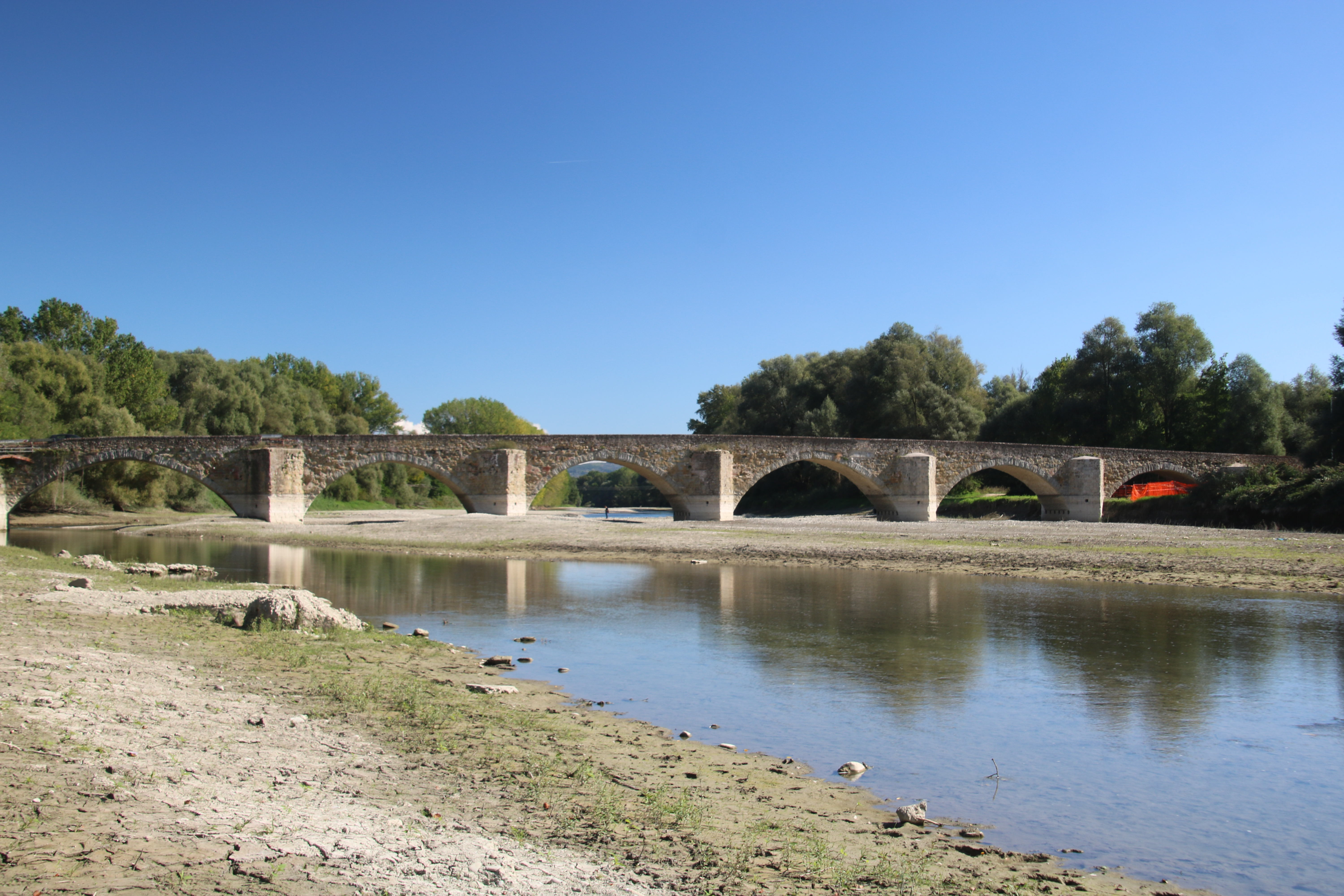
Le pont Buriano, début de construction 1227.

## Culture

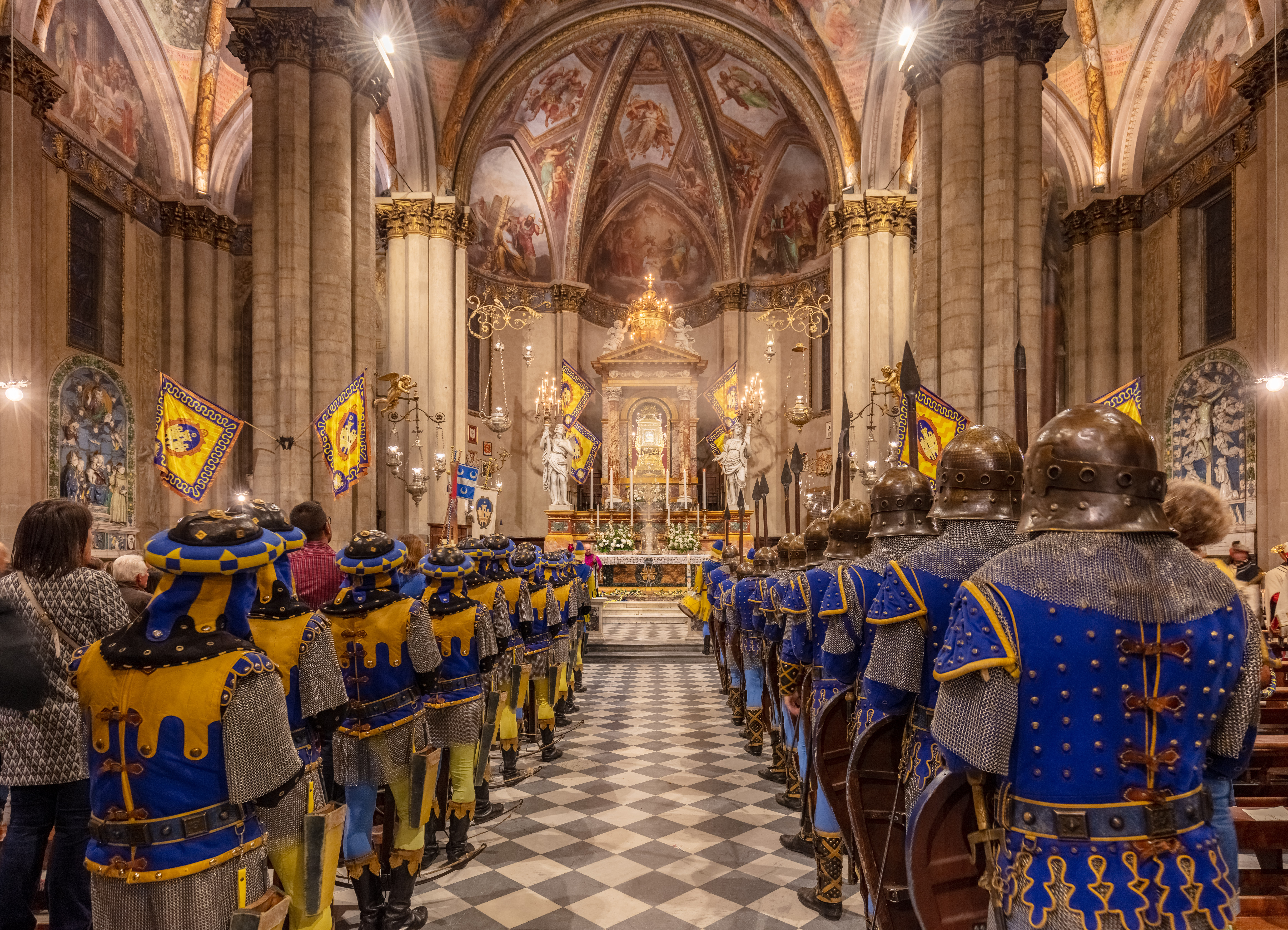
Cérémonie dans la cathédrale San Donato d'Arezzo pour honorer les chevaliers de Porta Santo Spirito comme vainqueurs de la Joute Sarrasine 2022 (en italien Giostra del Saracino) d'Arezzo. À cet événement, qui se déroule en juin et en septembre, participent les quatre quartiers de la ville d'Arezzo : Porta Crucifera, dite Culcitrone (vert et rouge), Porta del Foro, dite Porta San Lorentino (jaune et cramoisi), Porta Sant'Andrea (blanc et vert) et Porta del Borgo, aujourd'hui appelée Porta Santo Spirito (jaune et bleu). Septembre 2022.

- Les fresques de Piero della Francesca sur le cycle de La Légende de la Vraie Croix illustrant la Légende dorée de Jacques de Voragine, restaurées récemment (2000) après 15 ans de travaux, présentes dans le chœur de la chapelle Bacci de la basilique Saint-François.
- Un Crucifix de Cimabue sur le maître-autel de l'église San Domenico.
- Au Duomo, la fresque Marie-Madeleine de Piero della Francesca.
- Le polyptyque de Pietro Lorenzetti Vergine col Bambino e i Santi Giovanni Evangelista, Donato, Giovanni Battista e Matteo, sur le maître-autel de l'église Santa Maria della Pieve.
- Les vitraux de Guillaume de Marcillat au Duomo et à San Francesco

### Sport
La ville dispose d'un stade communal, le Stade de la ville d'Arezzo, où évolue à domicile le principal club de football local, la Società Sportiva Arezzo.

## Fêtes, foires
- Giostra del Saracino (Joute du Sarrasin), l’avant-dernier samedi de juin et le premier dimanche de septembre.
- Arezzo Festival (Spectacles à thèmes : théâtre, mimes, masques, musique, au mois de juillet.
- Concours choral international annuel Guido d'Arezzo.
- Foire des antiquaires, tous les premiers dimanche et samedi du mois.

## Administration

### Liste des maires
| Période                                  | Période  | Identité         | Étiquette | Qualité |
| ---------------------------------------- | -------- | ---------------- | --------- | ------- |
| 1946                                     | 1948     | Enrico Grazi     | PSI       |         |
| 1948                                     | 1951     | Santi Galimberti | PSI       |         |
| 1951                                     | 1955     | Ivo Barbini      | PSI       |         |
| 1955                                     | 1956     | Ruggero Mrzocchi | PSI       |         |
| 1957                                     | 1963     | Cornelio Vinay   | PSI       |         |
| 1963                                     | 1966     | Aldo Ducci       | PSI       |         |
| 1966                                     | 1970     | Renato Gnocchi   | PSI       |         |
| 1970                                     | 1990     | Aldo Ducci       | PSI       |         |
| 1990                                     | 1995     | Valdo Vannucci   | PSI       |         |
| 1995                                     | 1999     | Paolo Ricci      | PPI       |         |
| 1999                                     | 2006     | Luigi Lucherini  | FI        |         |
| 30 mai 2006                              | En cours | Giuseppe Fanfani | PD        |         |
| Les données manquantes sont à compléter. |          |                  |           |         |

### Hameaux
Agazzi, Antria, Badia San Veriano, Bagnaia, Bagnoro, Battifolle, Campoluci, Campriano, Ceciliano, Chiani, Chiassa Superiore, Cincelli, Frassineto, Gaville, Giovi, Gragnone, Il Matto, Indicatore, La Pace, Le Poggiola, Meliciano, Misciano, Molinelli, Molin Nuovo, Monte Sopra Rondine, Montione, Mugliano, Olmo, Ottavo, Palazzo del Pero, Patrignone, Pieve a Ranco, Poggio Ciliegio, Policiano, Pomaio, Ponte a Chiani, Ponte alla Chiassa, Pieve a Quarto, Pieve Santo Stefano, Ponte Buriano, Poti, Pratantico, Puglia, Policiano, Quarata, Rigutino, Ripa di Olmo, Rondine, Ruscello,S.Anastasio, San Firenze, San Giuliano, San Leo, San Marco Vill'Alba, San Polo, Santa Firmina, Santa Maria alla Rassinata, Sant'Andrea a Pigli, San Zeno, Sargiano, Staggiano, Stoppe d'Arca, Torrino, Tregozzano, Venere, Vitiano

### Communes limitrophes
Anghiari, Capolona, Castiglion Fibocchi, Castiglion Fiorentino, Città di Castello (Pérouse), Civitella in Val di Chiana, Cortona, Laterina, Marciano della Chiana, Monte San Savino, Monte Santa Maria Tiberina (Pérouse), Monterchi, Subbiano

### Évolution démographique
Habitants recensés

## Jumelages
- Saint-Priest (France)
- Viseu (Portugal)

## Cinéma
Arezzo constitua le lieu central de tournage de la première partie du film La vie est belle (1997) de Roberto Benigni.

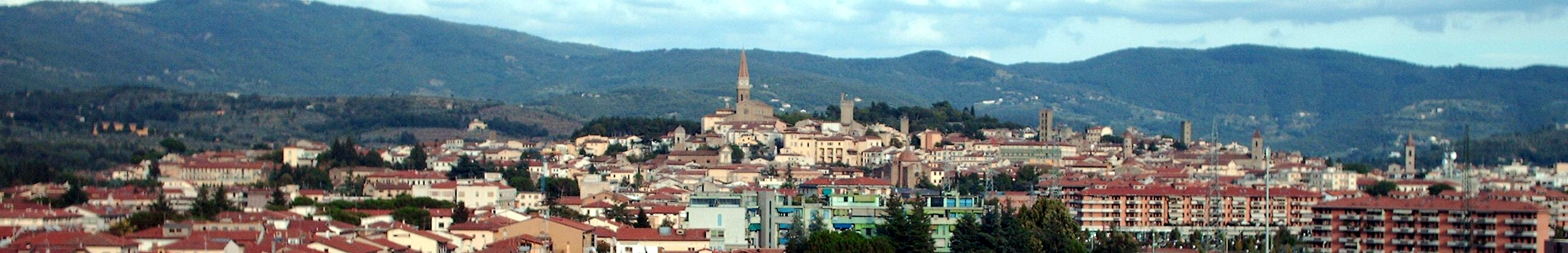
Panorama

## Galerie

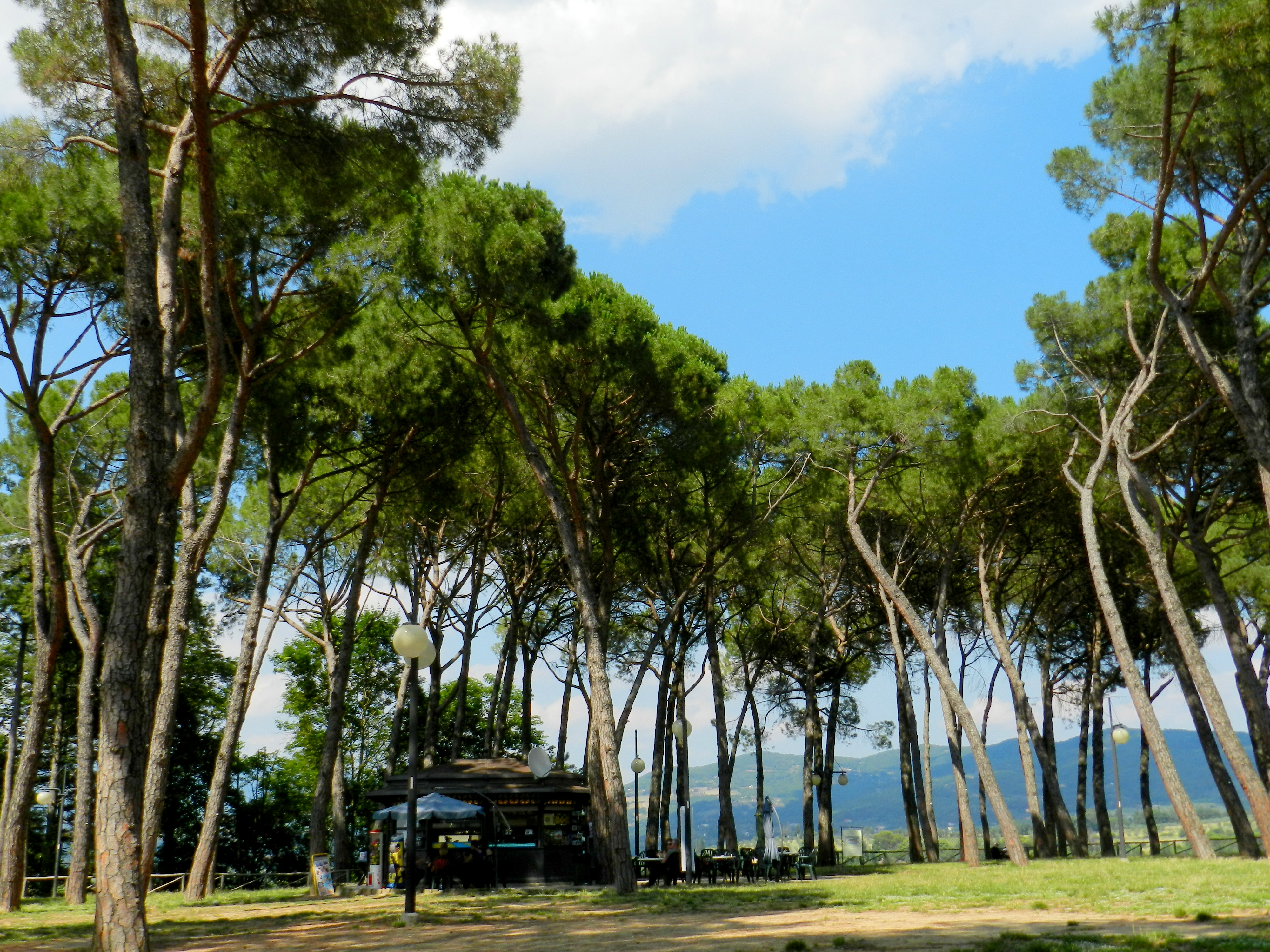
Parc Prato derrière la cathédrale San Donato.
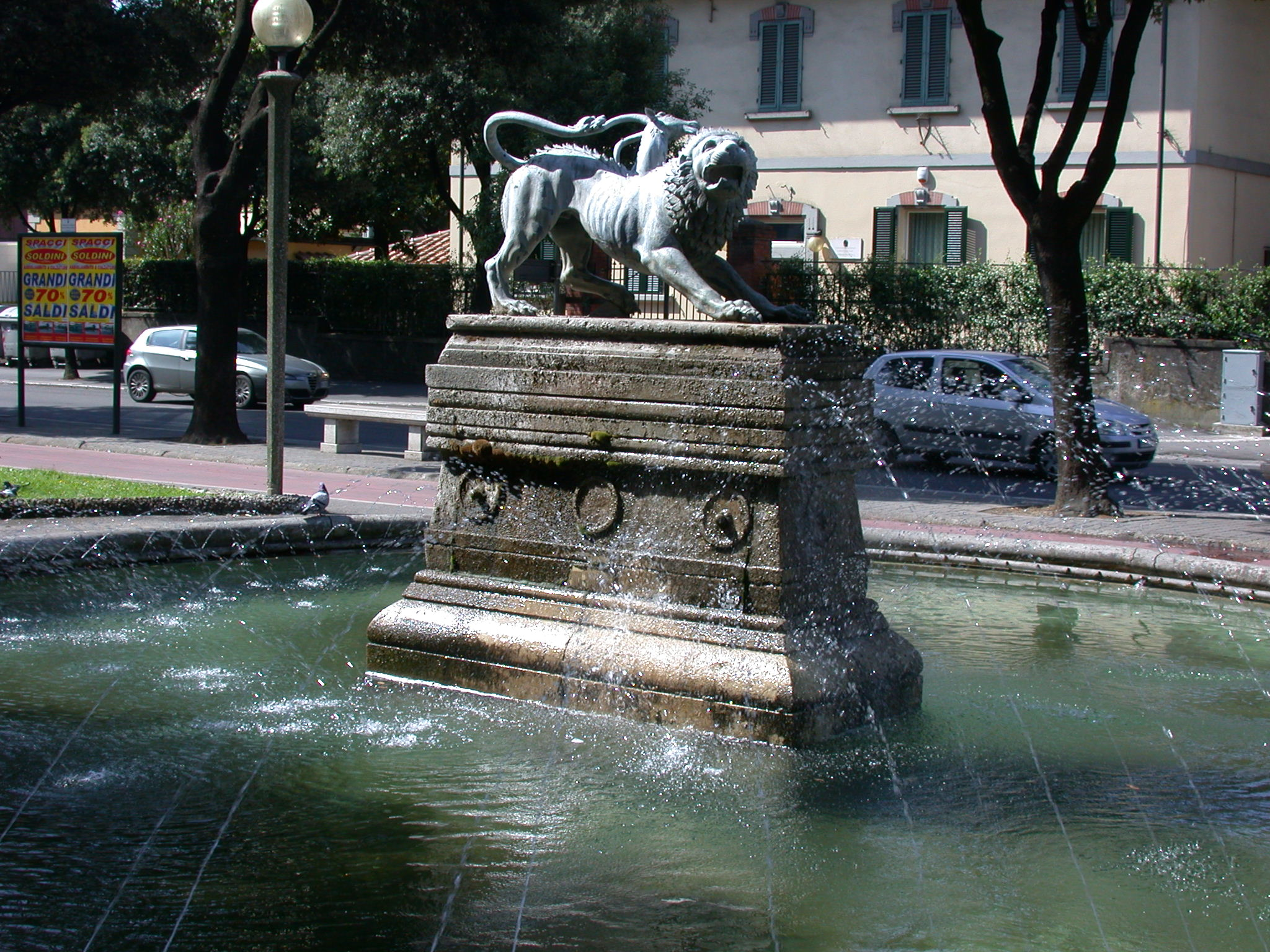
Fontaine de la chimère.
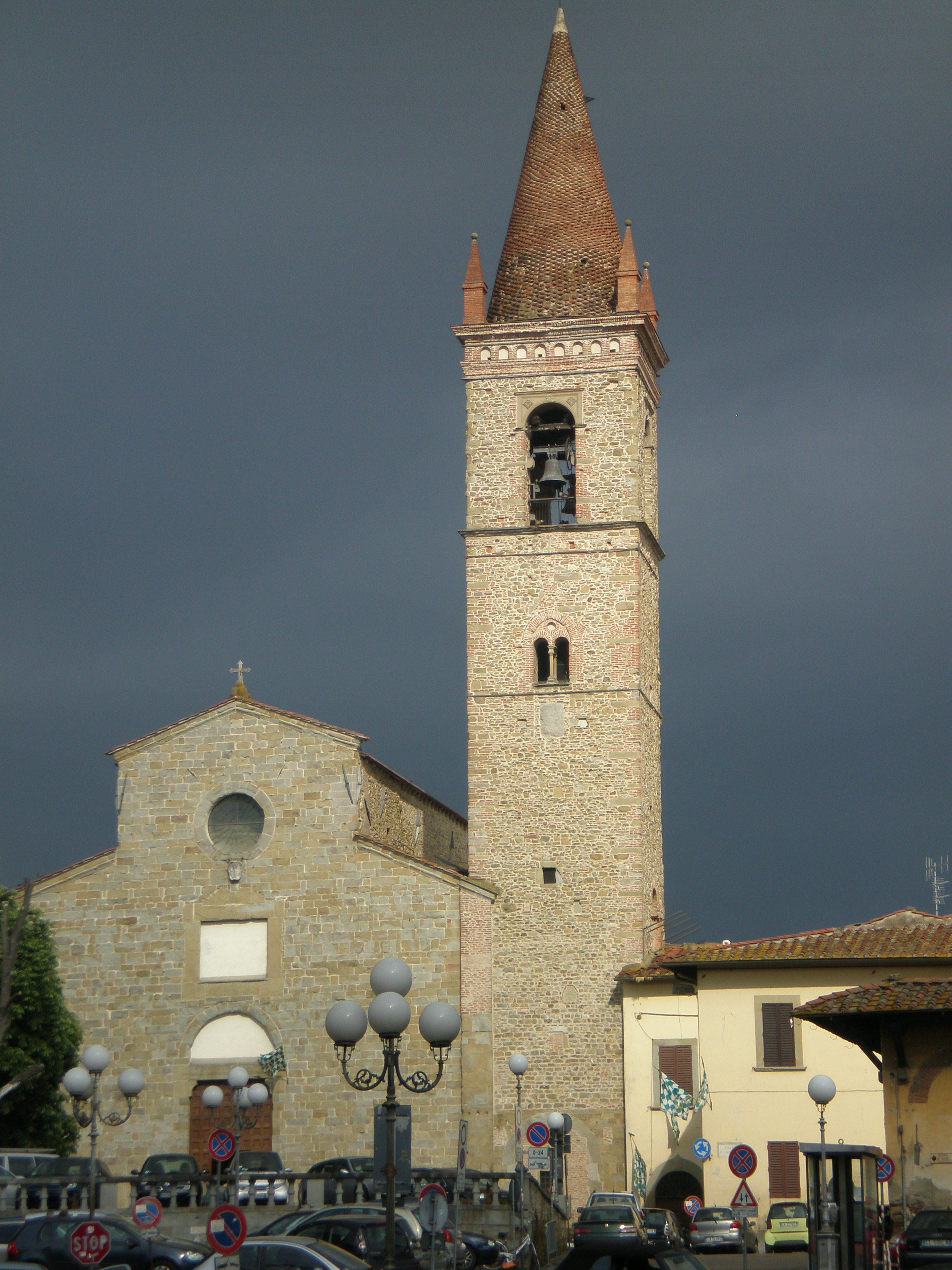
L'église Sant'Agostino.
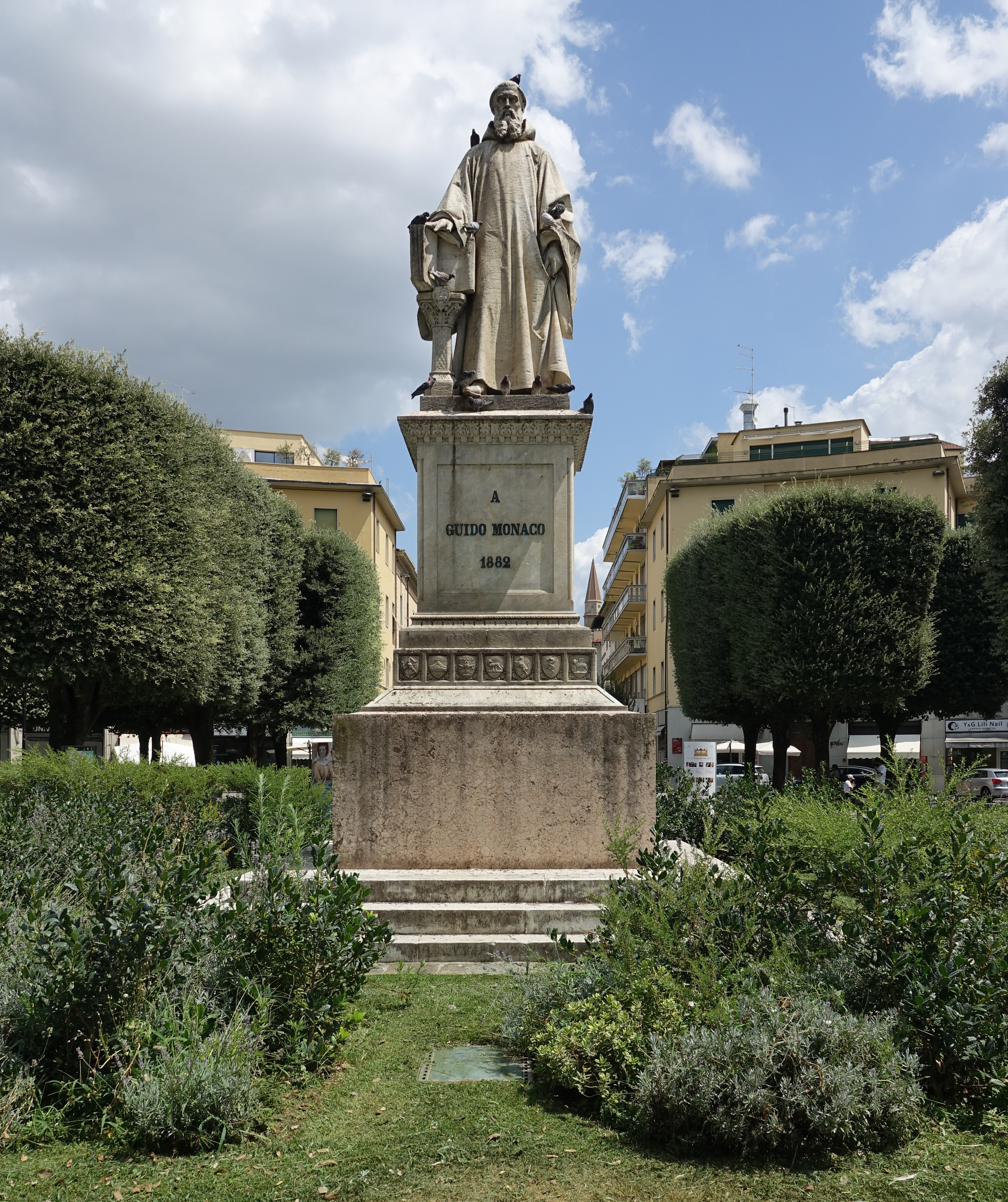
Statue de Guido Monaco.

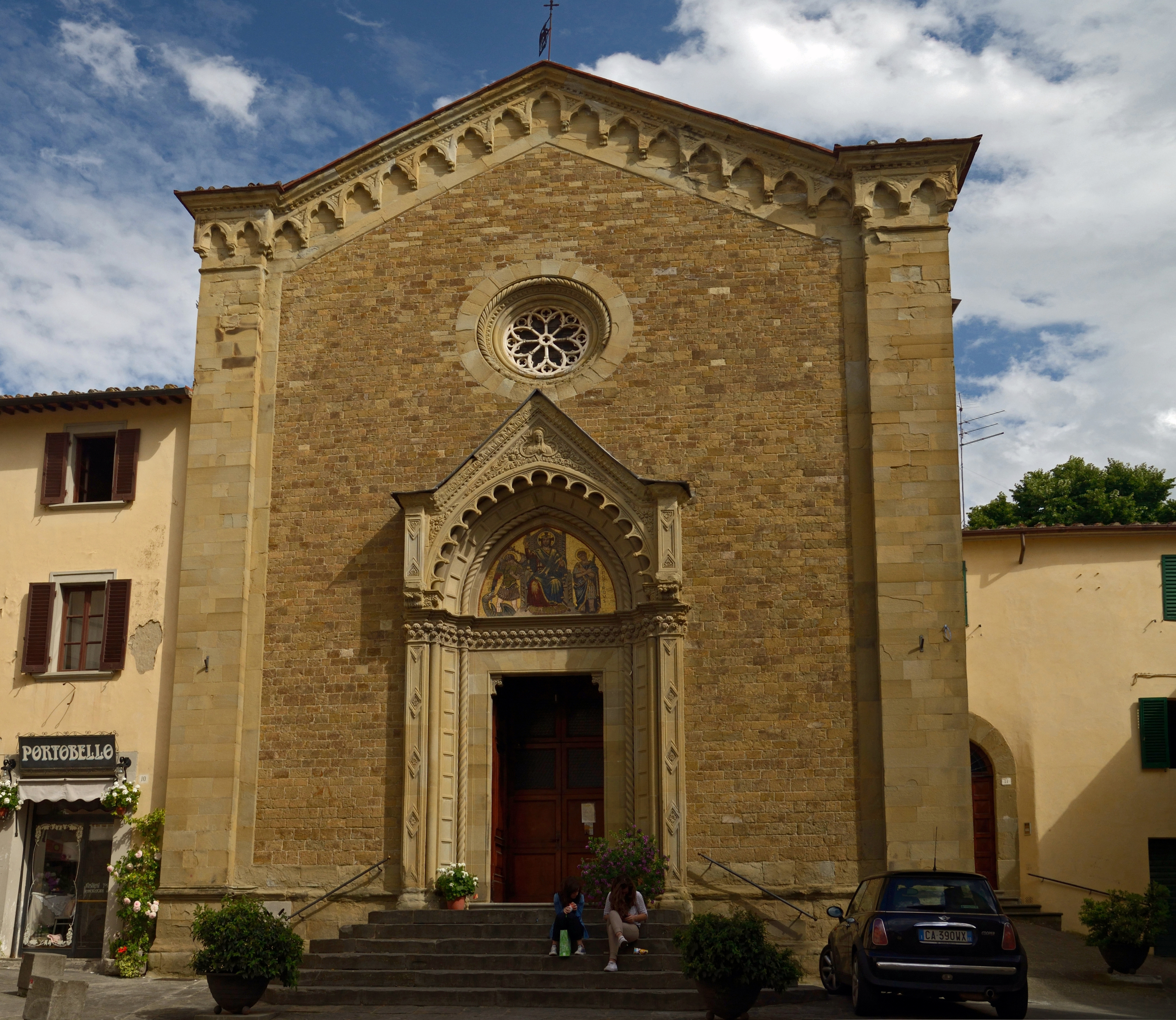
L'église San Michele.
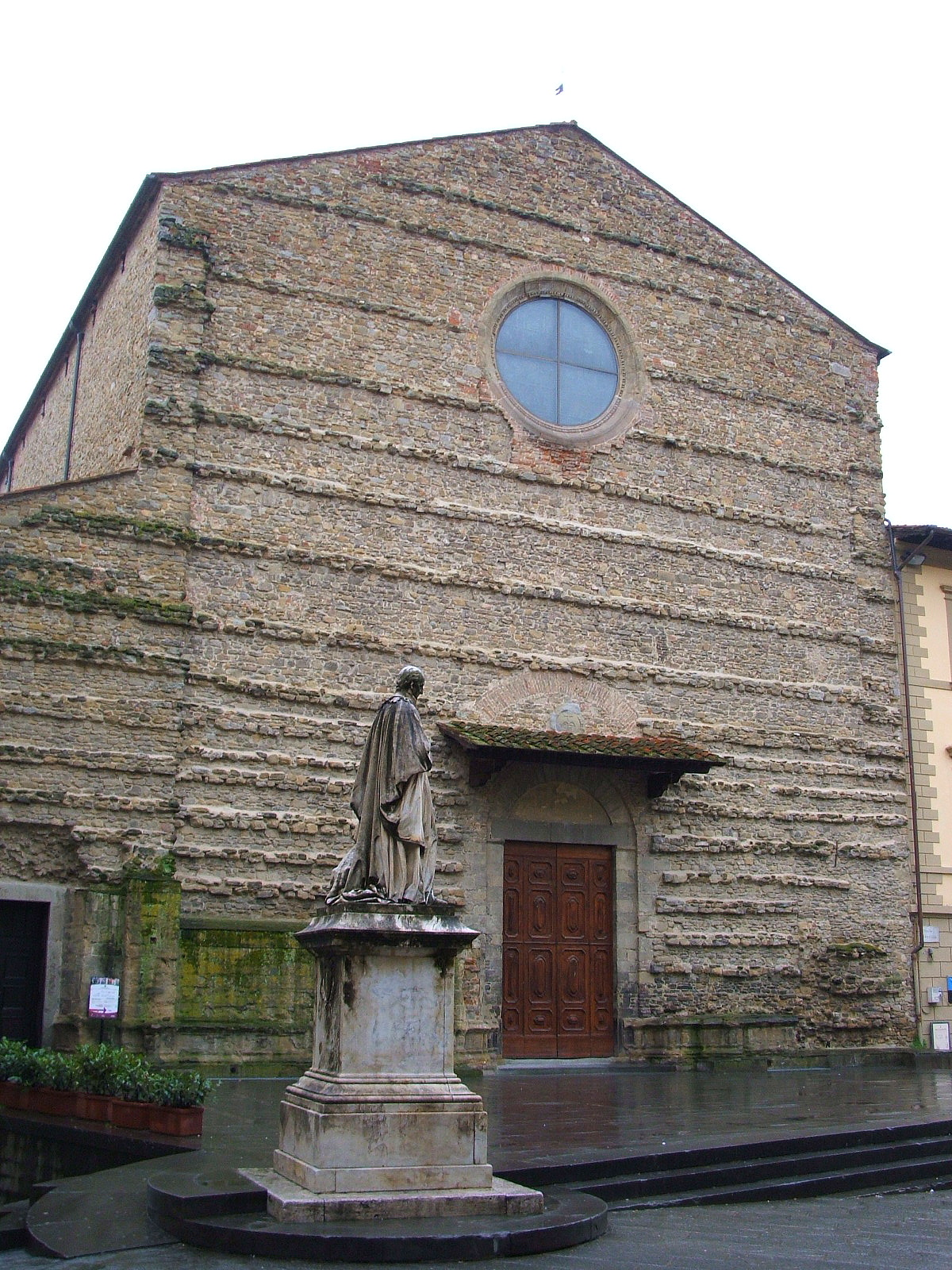
La basilique San Francesco.
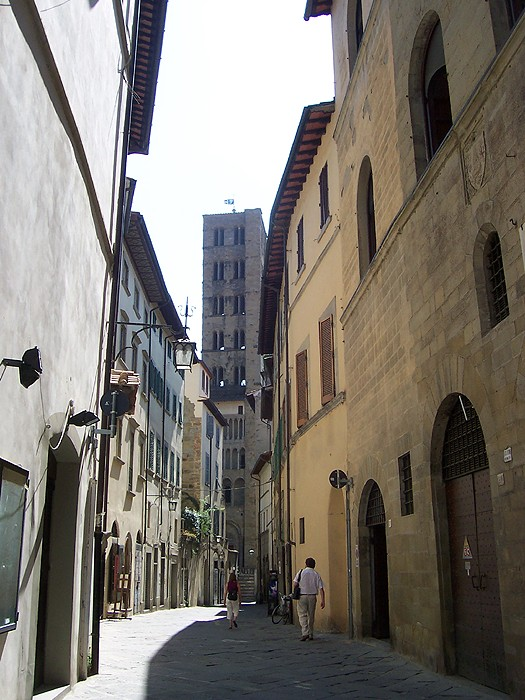
La rue Bicchieraia.
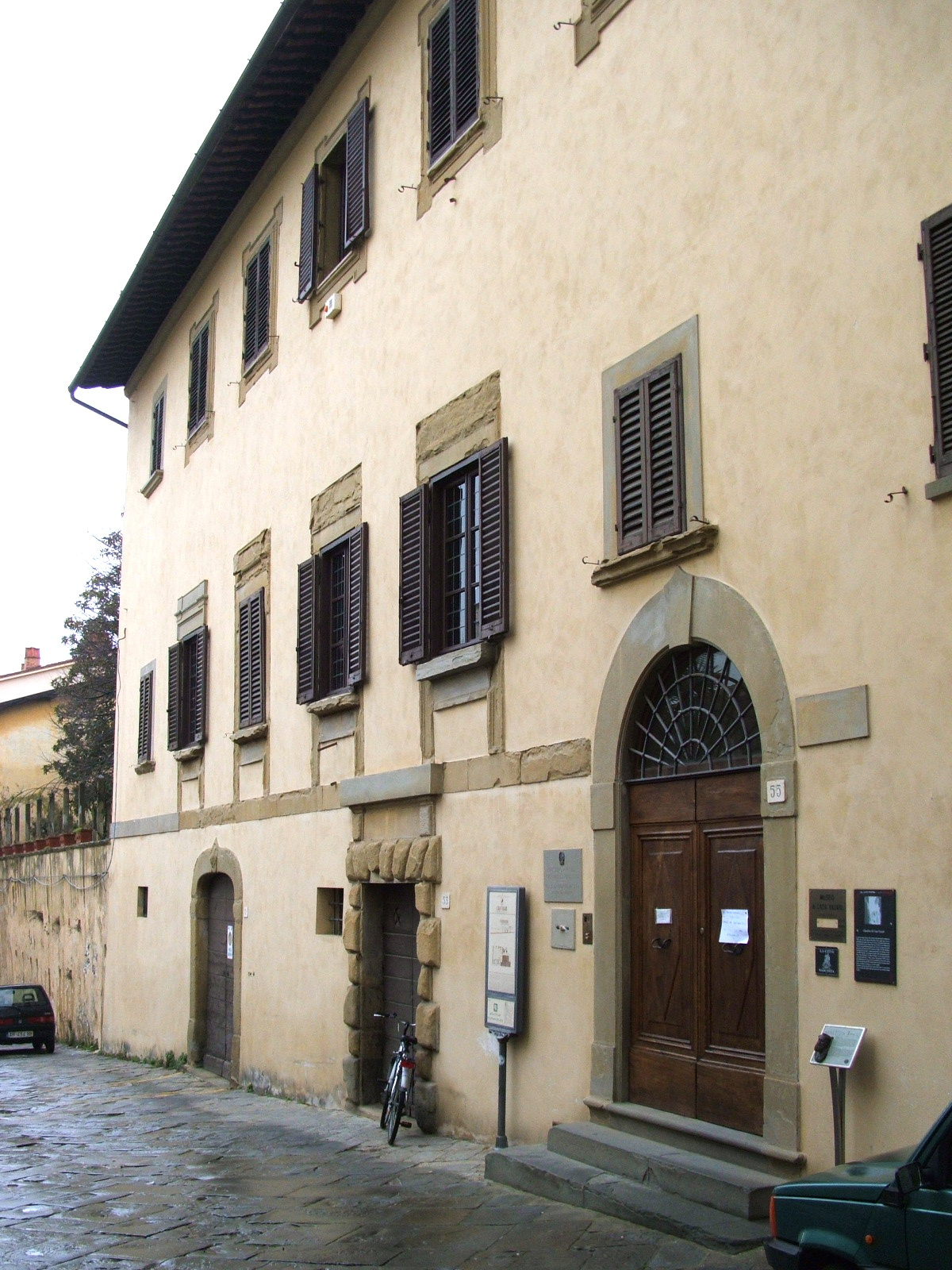
Maison de Giorgio Vasari.